# Збручанський ідол
Збруча́нський і́дол, іноді Збручанський Світовид, часто Збруцький ідол — кам'яна скульптура IX століття, одна з рідкісних пам'яток слов'янського язичницького монументального мистецтва. Знайдена в 1848 році біля села Личківці неподалік Гусятина Тернопільської області в річці Збруч (притока Дністра).
Це кам'яний чотирикутний стовп, який імовірно був ідолом слов'янського бога Святовита (за іншими версіями Рода). Збручанський ідол зберігається в Краківському археологічному музеї. В Україні, Польщі, Литві та Росії існує декілька копій.

## Назва
Хоча в українських джерелах скульптуру часто називають ідолом Світовида, немає достовірних відомостей, що скульптура зображає саме цього бога. Саме ім'я Світовид застаріле, сучасні дослідники здебільшого називають бога, котрому ймовірно присвячений ідол, Святовитом, а Світовид — це варіант, який використовувався в ранніх дослідженнях.

## Походження кумира
За реконструкціями і теоріями дослідників, за визначеними чіткими слідами, в центрі капища на горі Богит стояв ідол, ймовірно, бога Святовита до того, як потрапив на дно Збруча. Капище розташовувалося на висоті 417 м над рівнем моря, мало форму кола діаметром майже 17 м. Навколо нього виявили вісім жертовних ям.
Згідно з дослідженнями, стовп у вигляді статуї Святовита не було скинуто в Збруч войовничими християнами. Добрий стан пам'ятки свідчить про те, що її сховали для збереження у водах ріки самі язичники-віряни, адже на скульптурі нема ніяких слідів пошкодження чи наруги, як це було з багатьма іншими дохристиянськими зображеннями богів та світогляду предків.
Хронологічна дата створення стовпа (статуї) збігається з періодом існування язичницького Збручанського культового центру.

## Відомості про знахідку
Взимку 1849 р. дідич Личківців Константій Заборовський подарував статую графу Мечиславу Потоцькому, який іноді проживав у Коцюбинчиках, де мав маєток, яку він розпорядився поставити на майдані (за іншими відомостями — на насипі при в'їзді до села). Тутешні мешканці пригрозили М. Потоцькому: якщо не забере статую (якогось турка), вони її розіб'ють на шматки через те, що він нібито міг принести їм нещастя. 12 травня 1851 р. після 5-тижневої подорожі возами статуя прибула до Кракова. Після прибуття до Кракова статуя 7 років виставлялась в залі бібліотеки місцевого Яґеллонського університету.
Збручанський Світовид зберігається в Краківському археологічному музеї. У Тернополі (обласний краєзнавчий музей), Києві, Гродно, Вільнюсі, Одесі, Варшаві, Гусятині, Москві є копії статуї натуральної величини.
До 1500-річчя міста Києва (у 1982 році) була виготовлена київська копія Збруцького ідола в натуральну величину.
Київський Світовит був встановлений у сквері, розташованому вздовж Володимирського проїзду, між Софійською та Михайлівською площами. у 2013 році, у цієї скульптури, на яку виходять вікна з будівлі ГУ МВС м. Києва, невідомі вандали відбили голову.
У червні 2020 року київська репліка Збруцького ідола стоїть на звичному місці, голова відновлена, але не автентична, а кустарними майстрами.

## Опис скульптури

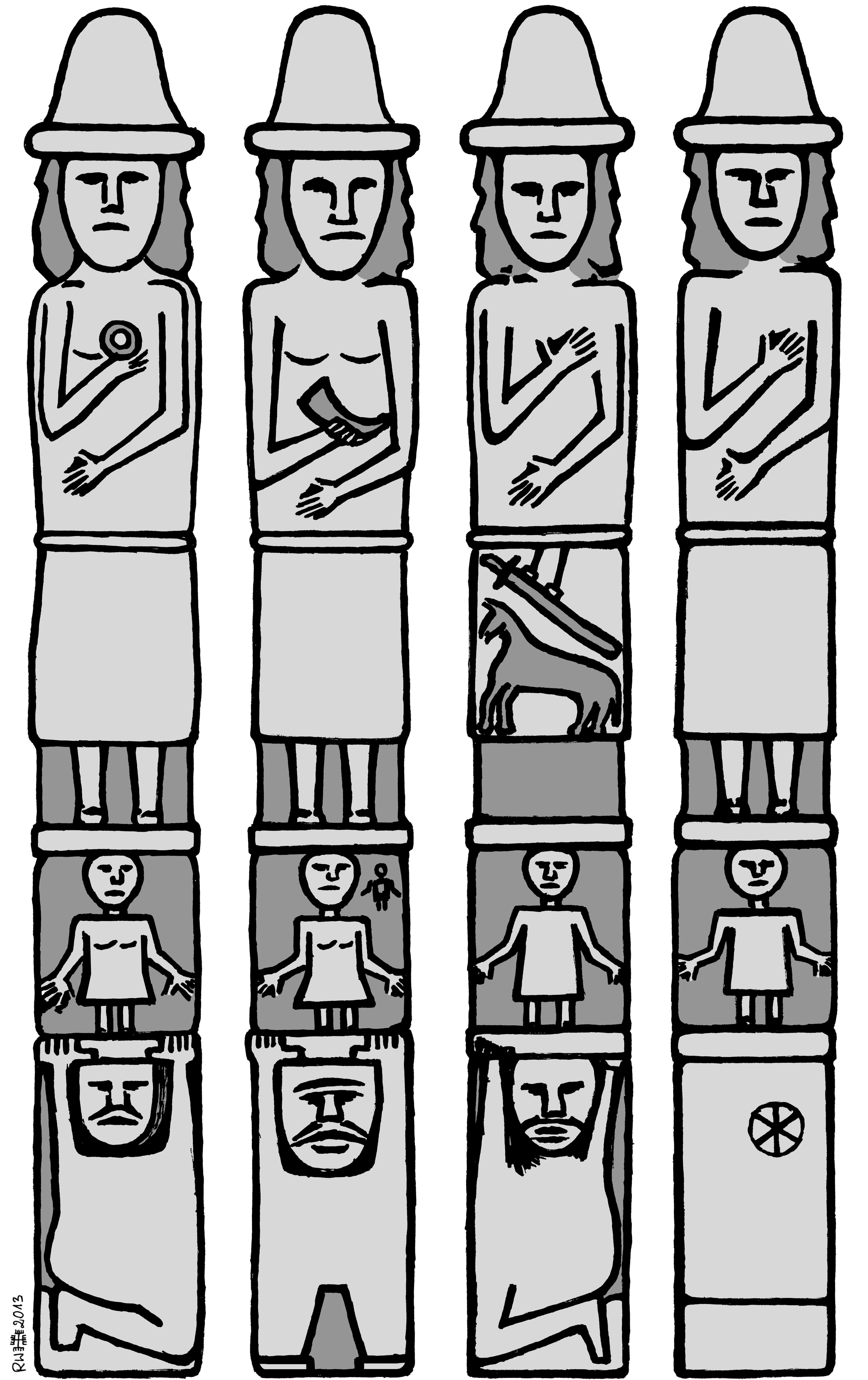
Рельєфи прикрашають кожну сторону статуї

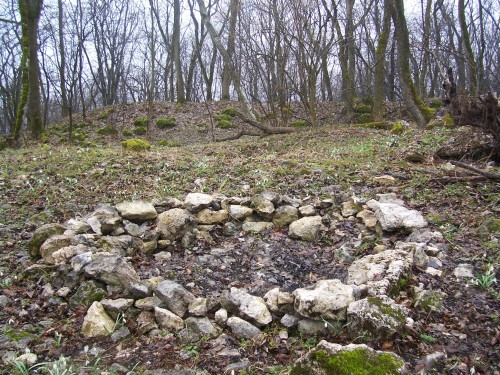
Місце, на якому стояла статуя, г. Богит

Збруцький образ був створений з місцевого вапняку, на поклади якого багаті Медобори, стояв на горі Богит до початку XIII ст. Ідол являє собою чотиригранний стовп висотою 2,67 м, розділений на три рівні-яруси, що відповідають уявленням слов'ян-язичників про три світи — небо, землю й потойбіччя.
Верхня частина статуї оформлена у вигляді округлої шапки з хутряною оторочкою, під шапкою — чотири обличчя. Скульптура розділена на три горизонтальні яруси. Висота верхнього ярусу — 160 см, середнього — 40 см, нижнього 67 см. Таким чином, статуя має 12 окремих секцій. Одна секція нижнього ярусу пуста, на інших 11-ти є по одному зображенню.
3 яруси відображають три сфери буття — Яв-Прав-Нав.
Нижній ярус зображає Наву (підземне божество, потойбічний світ); середній — Яву (світ людей, видимий світ); верхній — Праву (світ богів, вищий світ).
На грані нижнього ярусу, на зворотній стороні від пустої, зображено вусатого чоловіка, що стоїть на колінах та тримає обома руками середній ярус. На двох прилеглих гранях нижнього яруса ця ж фігура показана збоку, та обернена колінами до пустої грані. Таким чином представляється можливість визначити лицьову сторону всього ідола.
На верхньому ярусі зображені дві жінки та два чоловіки в довгому підпоясаному одязі. Одна жінка зображена з рогом, інша — з перснем. Чоловіки відповідно зображені один — з конем та мечем, інший — із солярним знаком на одязі, навкруги з шістьма променями всередині нього.
Положення рук персонажів, зображених на верхньому ярусі, де одна рука притиснута до грудей, інша простягнута до пояса, пов'язує Збручанського ідола з іншими антропоморфними давньоруськими зображеннями. Досить схожу позу має так званий Гньоздовський ідол, знайдений у Гньоздовському археологічному комплексі.
Середній ярус схожий з верхнім, але його фігури значно менші. Фігури також розділяються за статтю — під жіночими фігурами верхнього ряду також зображені жіночі, під чоловічими — чоловічі. Одяг людей також довгий, але без пояса. Фігури зображені з розведеними руками, ніби утворюючи коло.

## Культове значення скульптури

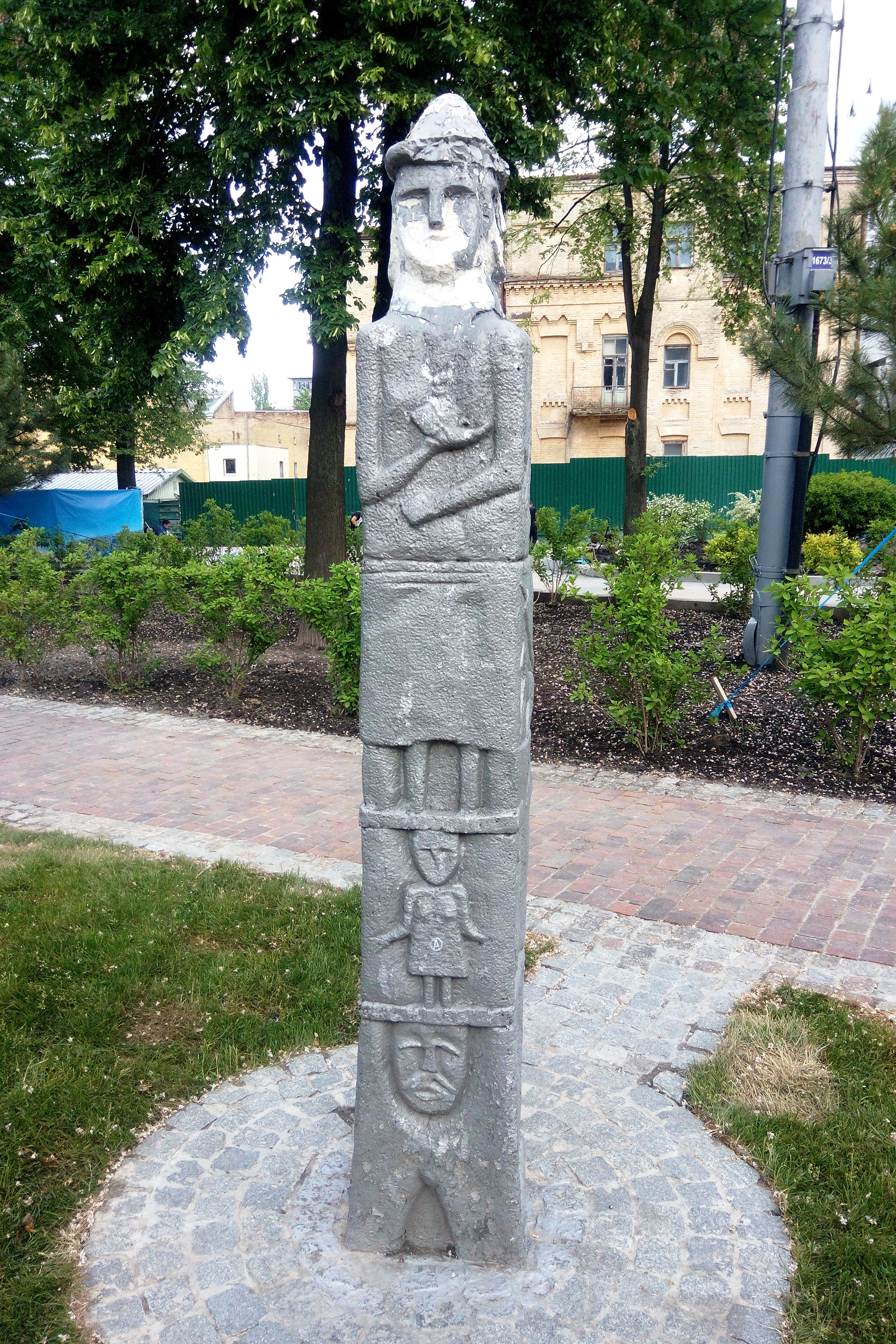
Копія Збручанського ідола в Києві

Згідно із поглядами Бориса Рибакова, із чотирьох боків ідола під спільною шапкою багатоликого Світовида витесали верховних слов'янських богів — Ладу, Мокошу, Перуна й Дажбога.
Перстень тримає Лада — богиня весни, врожаю і кохання. Була опікункою шлюбу.
З рогом у руці — богиня долі Мокоша. До неї по заступництво зверталися породіллі.
Меч-блискавка й кінь — на зображенні Перуна — покровителя грози, грому й інших небесних явищ, а також війни. Такі самі символи мав і Святовит.
На четвертій постаті ледь помітно проступає колесо-сонце. Це атрибут Дажбога — покровителя плодовитості та сонячного світла, чи навіть самого сонця. Також це божество із солярним символом може бути визначене як Хорс, бог Сонця (а також Місяця). Швидше за все, зображено саме Дажбога, для якого сонячне коло було лише визначальним символом, через що Сонце зображено не в руках, а на одязі божества.
Середній ярус заввишки 40 см містить витесані фігурки чоловіків і жінок, що ніби ведуть хоровод. Під Ладою й Мокошею розташовані жіночі фігурки (видно груди), під Перуном і Дажбогом — чоловічі.
Нижній ярус має висоту 67 см. На ньому — вусатий чоловік, що стоїть навколішки й ніби підпирає верхні яруси (тримає на руках). Припускають, що це Велес — покровитель підземного царства мертвих, а також бог скотарства й торгівлі. Він зображений як основа, на якій тримається світобудова.
Кумир (ідол) відповідає слов'янському Роду-Святовиту, Хоросу, Дажбогу, як головному сонячному божеству, що зображали з чотирма обличчями.
Згідно древньої ведичної традиції — чотири образи на трьох поверхах часу минулого-поточного-майбутнього відображають 4 варни (верстви суспільства) — волхвів, правителів і воїнів, купців, господарів-землеробів й ремісників.
Панель «волхва»
відображала нічне Сонце яв'ю учня-служку, а солярним знаком початок всього, а
тому і народження людини-арія як людини під Сонцем, як таїну життя.
Панель «воїна» 
підкріплена зображеннями коня і меча, конюха-зброєносця та становлення
зрілого мужчини в нижньому ярусі.
Панель господаря хлібороба-скотаря з добробутом відображеним у вигляді рога достатку
Жона зображена з «янголом» що підкреслює численність і плодючість. І по цей час на селі неплідність жінки вважається гріхом перед богом.
Панель ремісника-ювеліра і торговця
Ремісництво та торгівля стає значним соціально-економічним явищем. Ця діяльність стає виразним накопичуванням багатства і пов'язаним з останнім періодом життя людини, коли майстерність стає безперечною. Не випадково волхви орієнтацію мають на полярну зірку і нічне сонце, а господарі сіячі-скотарі мають орієнтацію на життєдайне світло Ярила. Безумовно, що у аріїв орієнтація на Сонце (півдня) показано спрямуванням погляду предка з наві. Нічне сонце на півночі відповідає зображенням на колисці.

## Версія пізнішого походження
Співробітники Інституту археології НАН України Олексій Комар і Наталя Хамайко висунули у 2011 році гіпотезу, в якій аргументують версію пізнішого (поч. XIX століття) походження скульптури як «історичної фантазії» польського поета-романтика Тимона Заборовського, садиба якого розташовувалася неподалік від місця знахідки. Можливо, Заборовський надихався книгою «Історія народу польського» (1780—1786) Адама Нарушевича, та описом ідола Святовита з Аркони, зробленого Гельмольдом. Якщо Збруцький ідол справді був виконаний на замовлення Заборовського, то міг бути затоплений у ріці близько 1823 року після завершення поетом п'єси «Умвіт». Власне для написання останньої — для натхнення і стимулювання творчої уяви автора — й буцімто було, незадовго перед тим, виготовлене це «язичницьке божище». Цю думку гаряче підтримав історик і археолог Микола Бандрівський. На їх думку зі знахідкою скульптури пов'язано низку обставин, які дають підстави сумніватися в її дохристиянському походженні. А саме: незвичайно хороша збереженість поверхні; сліди червоного пігменту; розташування далеко від берега. Незвичайним також є поділ скульптури на яруси та присвяченість одночасно чотирьом божествам, що суперечить описам інших слов'янських ідолів. Водночас Збручанський ідол має елементи інших ідолів. Він нагадує ідола Святовита, що стояв у місті Аркона (сучасна Німеччина) та відомий за описом середньовічного історика Гельмольда. "Чорнобог", який тримає на собі світ, нагадує грецького Атласа. Тоді як поділ на яруси звичайний для християнських ікон. Одяг і капелюх ідола нагадують зображення християнських святих Бориса та Гліба. як твір романтизму.
Однак у фахівців зі слов'янського язичництва ця версія підтримки не знайшла. Історик і філософ Юрій Писаренко у трьох своїх статтях доводить штучність гіпотези про створення ідола Заборовським, обстоюючи середньовічне походження пам'ятки. Зокрема, автор підтверджує стародавність стилістики зображень богів, чужої уявленням ХІХ століття, а також наявних на рельєфах предметів — персня, рогу достатку, шаблі-меча. Також Юрій Писаренко наголошує на неймовірності свавільного затоплення поетом ідола вагою близько 1 т та висотою близько 3 м не лише на сусідських землях Городниці (а не власного маєтку, Личківців), але й, головне, у річці, що в першій чверті ХІХ століття слугувала кордоном між Австрійською і Російською імперіями і патрулювалася прикордонною вартою. Сам поет був ревним католиком, який не мав жодних симпатій до язичництва і зображав у своїх творах язичницьких волхвів як лихих служителів Сатани, що протистоять шляхетним героям-християнам.
Точку зору про новітнє походження Збруцького ідола відкидає також російський історик Володимир Петрухін.